# Ángel Cardozo Lucena
Ángel Rodrigo Cardozo Lucena (Santa Rosa de Lima, 19 de octubre de 1994) es un futbolista paraguayo que juega de mediocampista y actualmente se encuentra en Club Libertad de la Primera División de Paraguay.

## Trayectoria

### Primeros años
Nació en la ciudad de Santa Rosa de Lima, Misiones, empezó jugando por el club Hércules F. C. de su ciudad natal, pero pronto tuvo más participación deportiva en la Liga Ignaciana de Deportes de la vecina ciudad de San Ignacio Guazú. En dicha ciudad, pasó por las inferiores del club 19 de Marzo F. C. en donde jugó desde las categorías sub-11 hasta la sub-14, en esa época ya demostraba sus cualidades técnicas como la fuerza, disciplina y la resistencia.
Con un buen desempeño en el mediocampo, logró ser convocado a la selección ignaciana de fútbol en las categorías sub-14 y 15.
Posteriormente, fue transferido al club 31 de Julio F. C., también de la ciudad de San Ignacio Guazú, club en el que fue compañero de varios futbolistas profesionales actualmente, como  Gustavo Gómez, Jorge Recalde, Blas Díaz o Dionicio Pérez, y a la edad de 15 años debutó en la primera división del club de la mano del exfutbolista y director técnico Carlos Guirland.
En el año 2009 se consagró campeón nacional absoluto y finalizó su ciclo con el club ignaciano en el año 2010.

### Carrera profesional

#### Club Libertad y Rubio Ñu
Para el año 2011 fue transferido al Club Libertad de la ciudad de Asunción, donde solo llegó a jugar en el equipo de la reserva. En el año 2012 fue cedido en condición de préstamo al club Rubio Ñu, donde logró debutar en la Primera División de Paraguay (máxima categoría del fútbol paraguayo) en la fecha 16 de septiembre de 2012 de la mano del entonces director técnico, Francisco Arce.
El 5 de febrero de 2013 siendo jugador del club Libertad (pero cedido al club Rubio Ñu), fue distinguido como "Hijo Dilecto de Misiones" por el gobernador del Departamento de Misiones.

#### Cerro Porteño
Actualmente milita en Cerro Porteño desde el año 2019. Su debut con el club se dio el 17 de julio de ese año, en un partido contra Atlántida FC, en el que ganó su equipo por 3-0 y Pika a su vez logró el añorado debut y gol.
En 2020, logró también proclamarse campeón del Torneo Apertura 2020 con el ciclón de barrio obrero, siendo un jugador clave e importante para la obtención de ese título.
El 25 de marzo de 2021, según el programa especializado en análisis de datos sobre equipos y jugadores Wyscout que utilizan los clubes y entrenadores, Lucena fue el futbolista con más pases en los primeros 9 partidos del torneo local. En total realizó 577 pases de los cuales 504 fueron correctos, dando como resultado una efectividad del 87%; convirtiéndolo así en el eje de la zona defensiva de Cerro Porteño y es actualmente uno de los mediocampistas más dinámicos y criteriosos del fútbol paraguayo.
Para agosto de 2023, se marchó cedido a  Colón (SF) de la Primera División de Argentina, por un año con opción de compra.

## Selección nacional

### Inicios
En 2010, siendo jugador aún del club 31 de Julio F. C. —a la edad de 15 años— fue convocado por primera vez a la selección paraguaya sub-17 junto con su compañero Gustavo Gómez.

«No era fácil para nosotros, llegábamos a las 10 de la noche a Asunción y a la mañana temprano tomábamos la Línea 18 para ir a la práctica de la selección en Ypané»
Lucena, en una entrevista

Participó con la selección paraguaya juvenil en el Campeonato Sudamericano de Fútbol Sub-20 de 2013 que se disputó en Argentina logrando el subcampeonato, y a su vez participó también en la Copa Mundial de Fútbol Sub-20 de 2013 que se disputó en Turquía.

### Absoluta
En 2021 fue convocado en la selección mayor de Paraguay para disputar la Copa América 2021.

#### Participaciones en Copas Américas
| Torneo            | Sede   | Resultado        | Partidos | Goles |
| ----------------- | ------ | ---------------- | -------- | ----- |
| Copa América 2021 | Brasil | Cuartos de final | 3        | 0     |

#### Participaciones en Juegos Olímpicos
| Torneo                | Sede  | Resultado        | Partidos | Goles |
| --------------------- | ----- | ---------------- | -------- | ----- |
| Juegos Olímpicos 2024 | París | Cuartos de final | 1        | 0     |

## Clubes
| Club                  | País      | Año       |
| --------------------- | --------- | --------- |
| Rubio Ñu              | Paraguay  | 2012-2013 |
| Libertad              | Paraguay  | 2014-2019 |
| Rubio Ñu (préstamo)   | Paraguay  | 2014      |
| Cerro Porteño         | Paraguay  | 2019-2023 |
| Colón (SF) (préstamo) | Argentina | 2023      |
| Libertad              | Paraguay  | 2024-act. |

## Palmarés
| Título           | Club          | País     | Año    |
| ---------------- | ------------- | -------- | ------ |
| Primera División | Libertad      | Paraguay | 2014-A |
| Primera División | Libertad      | Paraguay | 2016-A |
| Primera División | Libertad      | Paraguay | 2017-A |
| Primera División | Cerro Porteño | Paraguay | 2020-A |
| Primera División | Cerro Porteño | Paraguay | 2021-C |